# Groot Hermana
Groot Hermana was een Friese state (stins) in het dorp Minnertsga in de gemeente Het Bildt aan de huidige Hermanawei, ten noordoosten van de kerk op de plek waar nu een boerderij staat. Hier heeft het geslacht Hermana eeuwenlang gewoond. De eerste zeker vastgestelde Hermana en eigenaar was Tierck Hermana die leefde midden/eind 14e eeuw, zijn enige kind en erfgenaam was dochter Syts Hermana die overleed voor 1427, haar man Wybren Gerbranda noemde zich na het huwelijk Hermana, alsook hun kinderen.
Volgens fantasierijke geschiedschrijvers uit de 16e eeuw bestond de stins al in 807, toen hij na een overstroming werd  herbouwd. Hen zou de zetel zijn geweest van de Friese potestaat Hessel Hermana. Het geslacht Hermana zou verder met andere Friese edelen aan de kruistochten hebben deelgenomen. 
De eerste vermeldingen van de familie en state dateren echter pas uit de 14e eeuw. In de 16e eeuw werd door Frans van Hermana Klein Hermana gebouwd, waarop de stins voortaan werd aangeduid als 'Groot Hermana'. De laatste Hermana die het huis bewoonde was Jan Wibrens Hermana, die overleed in 1591. Rond 1700 had Tjalling Homme van Camstra zowel Klein als Groot Hermana in eigendom en liet rond die tijd Groot Hermana afbreken. Het bestond toen uit een stins met een gracht en singel eromheen en een boerderij ten zuiden daarvan. De boerderij die erbij stond is waarschijnlijk enkele decennia later afgebroken, daar in een steen in de schuur van de huidige boerderij de woorden "Groot Hermana Staate en Boere Huis en Schuir Nieuw Geboud en verset in den Jaare 1772" staan ingemetseld. Het omgrachte terrein waarop de stins stond werd tot ver in de 20e eeuw It Stinzelân ("het stinsenland") genoemd. De gracht werd later deels gedempt voor de bouw van een nieuwbouwwijk. Het enige wat nu nog resteert van de state is een stuk gracht voor de huidige boerderij aan de kant van de straat.